# سانتياغو أمات كانسينو
سانتياغو أمات كانسينو (بالإسبانية: Santiago Amat Cansino، ولد في 22 يونيو 1887، برشلونة، إسبانيا - توفي في 5 نوفمبر 1982، برشلونة، إسبانيا) رياضي إسباني، تنافس في سباق القوارب الشراعية.
حصل على الميدالية البرونزية في دورة الألعاب الأولمبية الصيفية 1932 في لوس أنجلوس.

## إنجازاته

### الألعاب الأولمبية الصيفية
- 1932 لوس أنجلوس  الولايات المتحدة:  ميدالية برونزية للشراع في فئة Monotype.